# アレクサンダー・バルボサ
アレクサンダー・バルボサ（1995年3月16日 - ）はアルゼンチンのサッカー選手。ポジションはDF。ボタフォゴFR所属。

## 経歴
CAリーベル・プレートの下部組織で育成され、2015年にトップチームに昇格するも在籍5年間で5試合の出場に終わる。2016-17シーズン、2018-19シーズンにはデフェンサ・イ・フスティシアに期限付き移籍した。デフェンサにおいて、2016-17シーズンのコパ・スダメリカーナではアウェイでの引き分けに貢献するなど主力として活躍した。
2019年7月4日、CAインデペンディエンテに移籍し、インデペンディエンテ側はバルボサの保有権の82.5%を獲得したとされた。